# کامرانیه
کامرانیه محله‌ای در شمیران، واقع در شمال کلانشهر تهران است.
این محله که در منطقه ۱ شهرداری تهران و شهرستان شمیرانات قرار دارد، یکی از گران‌قیمت‌ترین مناطق مسکونی تهران محسوب می‌شود.
این محله به مرکزیت خیابان کامرانیه، از شمال با نیاوران و جماران، از جنوب با بزرگراه صدر و از شرق و غرب با فرمانیه هم‌مرز است. خیابان کامرانیه در جنوبی‌ترین نقطه خود از پل صدر آغاز می‌شود، در چهارراه کامرانیه خیابان فرمانیه (شهید دکتر لواسانی) و بلوار اندرزگو را قطع می‌کند، سپس مسیر خود را رو به شمال ادامه می‌دهد و در شمالی‌ترین نقطه خود به خیابان نیاوران در نزدیکی میدان نیاوران منتهی می‌گردد. کامرانیه به دو بخش شمالی و جنوبی تقسیم می‌شود؛ به شمال چهارراه کامرانیه (تقاطع بلوار اندرزگو، خیابان فرمانیه (شهید دکتر لواسانی) و خیابان کامرانیه) کامرانیه شمالی و به جنوب این چهارراه، کامرانیه جنوبی می‌گویند.
کامرانیه که در ۳ کیلومتری شرق تجریش قرار دارد، همچون بیشتر مناطق شمیران تلفیقی از شهرسازی مدرن و سنتی در آن به چشم می‌خورد. از مهم‌ترین ویژگی‌های این محله، دارا بودن سازه‌های لوکس و مدرن و برج‌هایی زیبا و خاص می‌باشد. کامرانیه به دلیل واقع شدن در دامنه قله کلک‌چال، بسیار ناهموار بوده و شیب و ارتفاع زیادی دارد؛ به‌طوری‌که ارتفاع خیابان کامرانیه از ۱۵۱۶ متر بالاتر از سطح دریا در جنوب تا ۱۶۵۶ متر در شمال متغیر است.
بیشتر اراضی کامرانیه روزگاری باغ و عمارت ییلاقی کامران‌میرزا، پسر ارشد ناصرالدین‌شاه قاجار بوده‌است و نام کامرانیه نیز از نام وی گرفته شده‌است.
نخستین خط تلفن شهر تهران در کامرانیه نصب شد که ناصرالدین شاه با عمارت قزاقخانه در تهران صحبت کرد. همچنین اولین بیمارستان حیوانات خانگی ایران با نام بیمارستان دامپزشکی تهران نیز در این محله واقع است. شماری از سفارتخانه‌های تهران در کامرانیه قرار دارند و تعداد زیادی از اتباع خارجی در این محله زندگی می‌کنند.

## پیشینه

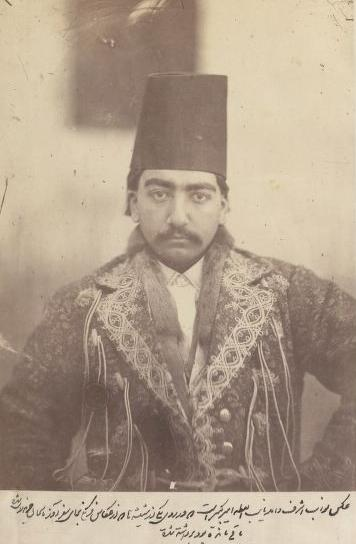
نام محله کامرانیه از نام کامران‌میرزا، شاهزاده قاجار گرفته شده که باغ و عمارتش در آن محله بوده‌است.

زمین‌های این منطقه ابتدا به میرزا سعیدخان انصاری، وزیر امور خارجه ناصرالدین شاه تعلق داشت و سپس کامران‌میرزا، پسر بزرگ ناصرالدین‌شاه، با خرید زمین‌های جماران و حصار بوعلی، اهالی منطقه را مجبور به ترک زمین‌ها کرد و این منطقه را تصرف نمود. وی در اراضی این منطقه که در جوار کاخ صاحبقرانیه قرار داشت، برای خود باغ و اقامتگاهی تابستانی برپا کرد و آن را کامرانیه نامید.
باغ کامرانیه به وسعت تقریبی ۹۰۰ هزار متر مربع، در سال ۱۲۹۵ قمری ساخته شد. عین‌السلطنه محدوده باغ کامرانیه را از اول منظریه تا رستم‌آباد (منظور همان رستم‌آباد بالای سابق و فرمانیهٔ امروزی است) ذکر کرده‌است. به نوشتهٔ دوستعلی‌خان معیرالممالک، باغ کامرانیه ۳۰۰ متر عرض و ۳ کیلومتر طول داشت. در وصف وسعت باغ کامرانیه نقل کرده‌اند در این باغ الاغی در تابستان گم شد و هرچه جستجو کردند آن را نیافتند. بعد از ۴ یا ۵ ماه، در اواخر پاییز که خزان، باغ را عریان کرد، اسکلت الاغ را زیر درختی در نقطه‌ای دوره افتاده از باغ یافتند؛ حیوان را مار زده بود.
در این باغ چندین اندرونی و بیرونی از جمله کلاه‌فرنگی دوطبقه‌ای که بیرونی بوده و به پذیرایی از میهمانان اختصاص داشت، احداث شده بود. همچنین در آن حوض‌های فواره‌دار طراحی کرده بودند و آب باغ نیز از قناتی به نام قنات حصار بوعلی تأمین می‌شد.
زیبایی عمدهٔ باغ کامرانیه محصول گل کاری‌های کم‌نظیری بود که کامران‌میرزا به کمک چندین باغبان اتریشی ایجاد کرده بود. آن‌ها با گرداوری انواع و اقسام گل‌ها و گیاهان گرمسیری و سردسیری از اقصی‌نقاط ایران و جهان باغی پدید آوردند که تا آن زمان نمونه‌اش ساخته نشده‌بود. این باغ دارای درختان باردار و بی‌بار، گل‌ها، گیاهان، مرکبات و حتی میوه‌هایی چون آناناس بود که اصل آن از فرنگ آورده شده‌بود برای گل‌ها و گیاهان حساس، یک گلخانه ساخته شده‌بود تا از سرمای زمستان در امان بمانند. باغ کامرانیه دو باغبان اتریشی و ۲۵ باغچه‌بان ایرانی داشت؛ ضمن اینکه روزانه ۲۰ کارگر، گل‌ها را آبیاری می‌کردند. همین امور منجر شده بود تا هزینه باغبانی و نگهداری از این باغ به طرز سرسام‌آوری سنگین باشد؛ چناچه اعتمادالسلطنه به این مسئله اشاره کرده و نوشته: هرساله مبلغی گزاف در باغبانی و سرایداری و سایر خدمات این محل مصرف می‌شود!
باغ کامرانیه با مرگ کامران‌میرزا در سال ۱۳۰۷ خورشیدی، به‌ تدریج به‌دست ورثهٔ او تکه‌تکه و در دههٔ ۱۳۲۰ به ثروتمندان تهرانی فروخته شد. معروف‌ترین این افراد عبارت بودند از عبدالحسین هژیر، محمدصادق فاتح، شیخ الاسلام مهماندوست و عده‌ای دیگر که همچنان نام برخی از آن‌ها بر روی خیابان‌ها و کوچه‌های منطقه باقی مانده‌است.
پس از فوت کامران میرزا، دخترش، ملکه جهان برخی از زمین‌های جنوبی کامرانیه را به عبدالحسین میرزا فرمانفرما فروخته و از تعلق این املاک به خانواده فرمانفرمائیان، نام باغ را فرمانیه می‌نهند. در نهم خرداد ۱۳۱۹ ورثهٔ فرمانفرما باغ فرمانیه را به سفارت ایتالیا می‌فروشند که هنوز در اختیار آن سفارت قرار دارد.
در حال حاضر تنها قسمتی از باغ چند هکتاری کامرانیه به صورت نواری سبز از شمال تا جنوب خیابان‌های ثروتی و مهماندوست باقی مانده و سایر قسمت‌ها به‌تدریج جای خود را طی دوره‌ای نه چندان زیاد به باغ‌های کوچک‌تر، خانه‌های ویلایی و برج‌ها و آپارتمان‌ها داده‌است.
دهخدا تحت عنوان کامرانیه و حصار بوعلی نوشته‌است:
دهی است جزء بخش شمیران شهرستان تهران واقع در سه هزارگزی خاور تجریش، کنار راه شوسه تجریش به اراج. ناحیه ای است واقع در دامنه سردسیر دارای ۱۶۲ تن سکنه می‌باشد. تاتی فارسی زبانند. از قنات و رود دارآباد مشروب می‌شود. محصولاتش غلات، بنشن و میوجات. اهالی به کشاورزی و باغبانی گذران می‌کنند. دبستان و راه ماشین رو دارد. حصار بوعلی و کامرانیه متصل بهم هستند.
همچنین سید محمدعلی جمال‌زاده، پدر داستان‌نویسی ایران نیز در کتاب تلخ و شیرین از این محله نام برده‌است:
با سرفرازی تمام می‌گویم که بحمدالله مطابق نقشه‌ای که کشیده بودیم روز هفدهم از کامرانیه و نیاوران و چیذر گذشته به رستم‌آباد رسیدم.

## موقعیت
محله کامرانیه از جنوب به بزرگراه صدر و اختیاریه، از شمال به منظریه و نیاوران، از شرق به فرمانیه و از غرب به چیذر و دزاشیب محدود می‌شود.
این محله، شامل خیابان کامرانیه و کوچه‌های منشعب از آن است. خیابان کامرانیه از بزرگراه صدر در جنوب آغاز شده، در میانه راه در چهارراه کامرانیه، خیابان فرمانیه (شهید دکتر لواسانی) و بلوار اندرزگو را به یکدیگر پیوند می‌دهد و در شمالی‌ترین قسمت خود به خیابان نیاوران نرسیده به میدان نیاوران منتهی می‌شود.
این خیابان در پایین چهارراه کامرانیه، خیابان کامرانیه جنوبی (خیابان پاشاظهری) و در بالای آن، خیابان کامرانیه شمالی (خیابان بازدار) نامیده می‌شود.

## اماکن مهم
- سازمان همکاری اقتصادی
- بیمارستان دامپزشکی تهران

### سفارتخانه‌ها
- سفارت ونزوئلا
- سفارت لیبی
- سفارت ایرلند
- سفارت اسلوونی[۱۳]
- اقامتگاه سفیر جمهوری چک

## آب و هوا
کامرانیه به دلیل واقع شدن در دامنه‌های رشته‌کوه البرز، دارای آب و هوای لطیف کوهستانی بوده و نیز به علت دارا بودن باغات متعدد و کوچه‌باغ‌های به‌جامانده از شمیران، هوای پاکیزه‌تری نسبت به سایر مناطق پایتخت دارد.

## بافت انسانی و شهری
کامرانیه نسبت به مناطق مجاورش از اهالی بومی کمتری برخوردار است و بیشتر ساکنان آن را قشر مرفه جامعه تشکیل داده‌اند. به همین علت، تفاوت فرهنگی و طبقاتی زیادی میان ساکنین این منطقه به‌چشم نمی‌خورد.
زمین‌های کامرانیه از گذشته عموماً باغ‌منزل‌هایی وسیع بوده‌است و علی‌رغم چند مرحله تفکیک املاک، ابعاد زمین‌ها نسبت به محله‌های پیرامون همچنان بزرگتر است. متراژ بزرگ املاک و نیز قرارگیری در دامنهٔ رشته کوه البرز، کامرانیه را مستعد بلندمرتبه‌سازی نموده‌است. به‌همین علت در این منطقه تعداد زیادی برج به چشم می‌خورد که هریک در پی یافتن چشم‌اندازی فراخ‌تر در پس یک‌دیگر قد علم کرده‌اند. با این حال، در این محله همچنان عمارت‌ها و ویلاهای قدیمی زیادی باقی مانده‌اند که برخی از آن‌ها همچنان مسکونی بوده و الباقی یا متروکه شده‌اند یا در جریان انقلاب ۱۳۵۷، توسط ارگان‌های جمهوری اسلامی به‌نفع مستضعفان مصادره گردیده‌اند.
بافت شهرسازی کامرانیه شبه‌روستایی بوده و همچنان در کوچه‌های مشجر و سرسبز آن، صدای جوی آب به‌آسانی شنیده می‌شود. برخی از کوچه‌های این محله، تنگ و نامنظم بوده و فاقد استاندارد شهرسازی می‌باشد. همچنین در کنار معماری سنتی و کهنهٔ آن، بعضاً سازه‌هایی با نماهای لوکس یا مدرن به چشم می‌خورد و این تناقض، از ویژگی‌های جالب این منطقه به‌شمار می‌آید.

## خیابان‌های اصلی و فرعی
- خیابان کامرانیه شمالی (خیابان بازدار): این خیابان از چهارراه کامرانیه تا تقاطع فرمانیه غربی، یک‌طرفه به سمت شمال بوده و از آنجا تا خیابان نیاوران، دوطرفه می‌باشد.
- خیابان کامرانیه جنوبی (خیابان پاشاظهری): این خیابان از اتوبان صدر تا چهارراه کامرانیه، یک‌طرفه به سمت شمال می‌باشد.
- خیابان شیبانی
- خیابان رکن‌الدین همایون‌فرخ
- خیابان تاجیکی
- خیابان ثروتی
- خیابان داریوش
- خیابان مینا
- خیابان مروارید
- خیابان فریماه
- خیابان فاتح
- کوچه فروغ (کریمی)
- کوچه ریحانه
- خیابان بیات
- خیابان دژم جو
- کوچه گلبو
- کوچه گلپر
- کوچه گلریز
- خیابان طاووس
- خیابان اقدام
- خیابان پرستو

## دسترسی‌ها

### بزرگراه‌ها
این محله از طریق بزرگراه صدر و خیابان باهنر به آسانی قابل دسترسی می‌باشد.

### مترو
هم‌اکنون نزدیکترین ایستگاه مترو به کامرانیه، ایستگاه متروی اقدسیه است.

### اتوبوسرانی
خطوط اتوبوسرانی عبوری از این محله به صورت ذیل مسافران را جابجا می‌نمایند:
- خط ۱۰۶ پایانه لاله به پایانه شهید افشار (پارک وی) در مسیر بلوار ارتش، بزرگراه‌های امام علی، شهید بابایی، ایستگاه متروی نوبنیاد، برزگراه صدر، بزرگراه مدرس
- خط ۲۱۷ شهرک صدف به بلوار صبا (متروی قیطریه) در مسیر شهرک صدف و نفت، مینی سیتی، بلوار ارتش، نارنجستان هفتم، خیابان لواسانی (فرمانیه)، بلوار شهید اندرزگو، قیطریه و بلوار صبا
- خط ۲۲۰ میدان ازگل به پایانه تجریش در مسیر خیابان ازگل، بلوار نیروی زمینی، مینی سیتی، بلوار ارتش، خیابان موحد دانش (اقدسیه)، خیابان پاسداران، خیابان لواسانی (فرمانیه)، خیابان باهنر (نیاوران)، میدان قدس، خیابان شهرداری و میدان تجریش
- خط ۲۹۸ شهرک قائم به پایانه تجریش در مسیر خیابان‌های شهرک قائم، بلوار ارتش، بلوار اوشان، دارآباد، خیابان پورابتهاج (دارآباد)، خیابان باهنر (نیاوران)، میدان قدس، خیابان شهرداری و میدان تجریش[۱۴]

## بوستان‌ها
بوستان امام علی در این منطقه در نبش چهارراه کامرانیه قرار دارد که از سال ۱۳۸۳ به بهره‌برداری رسیده‌است. این منطقه به پارک نیاوران و پارک جمشیدیه نیز بسیار نزدیک است.

## اهالی سرشناس
- شاپور بختیار، نخست‌وزیر پیشین ایران که در پلاک ۱۷ کامرانیه شمالی زندگی می‌کرده‌است.[۱۵]
- کامران دیبا، معمار سرشناس و پسرعموی فرح دیبا
- کامران‌میرزا نایب‌السلطنه، شاهزاده قاجار
- فرخ‌رو پارسا، وزیر آموزش و پرورش ایران پیش از انقلاب ۱۳۵۷

## سازه‌های معروف
- برج کوه نور
- برج روما رزیدنس

## مراکز خرید
این منطقه عمدتاً بافت مسکونی دارد و از مراکز خرید زیادی برخوردار نیست. به همین جهت، ساکنین آن برای خریدهای روزانه خود به محله‌های اطراف مانند فرمانیه و نیاوران رجوع می‌کنند. برخی از مراکز خرید این منطقه عبارت‌اند از:
- مرکز خرید کوه نور
- مجتمع تجاری دریای نور (در حال ساخت)
- مجتمع تجاری-اداری روما سنتر
- بام کامرانیه
- نمایندگی رسمی ساعت رولکس در ایران [پیوند مرده]

## نگارخانه

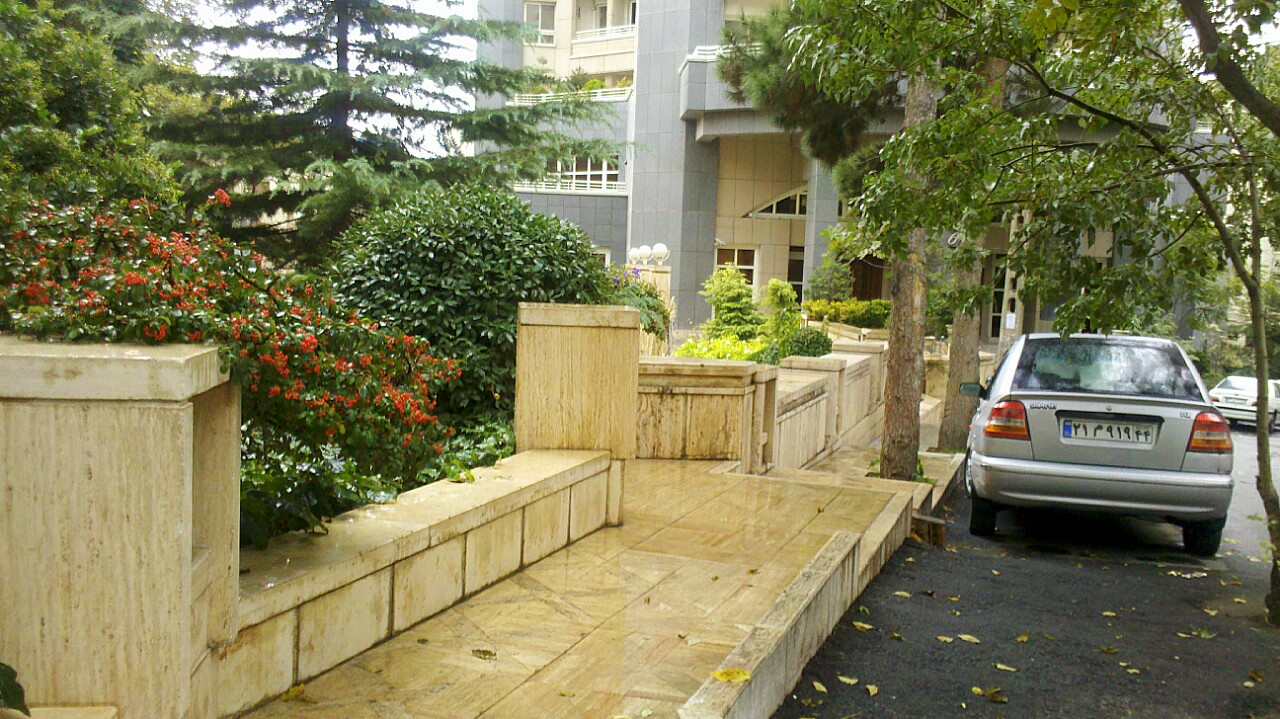
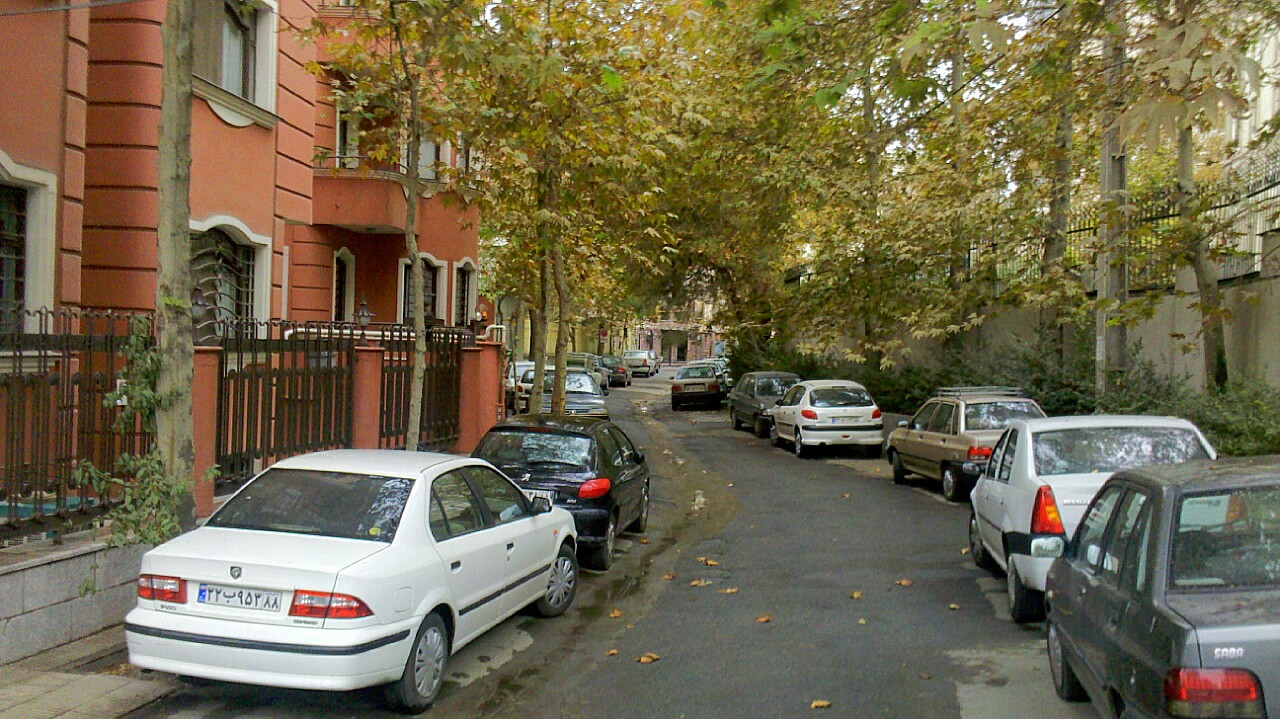
کوی باغ گل میثم
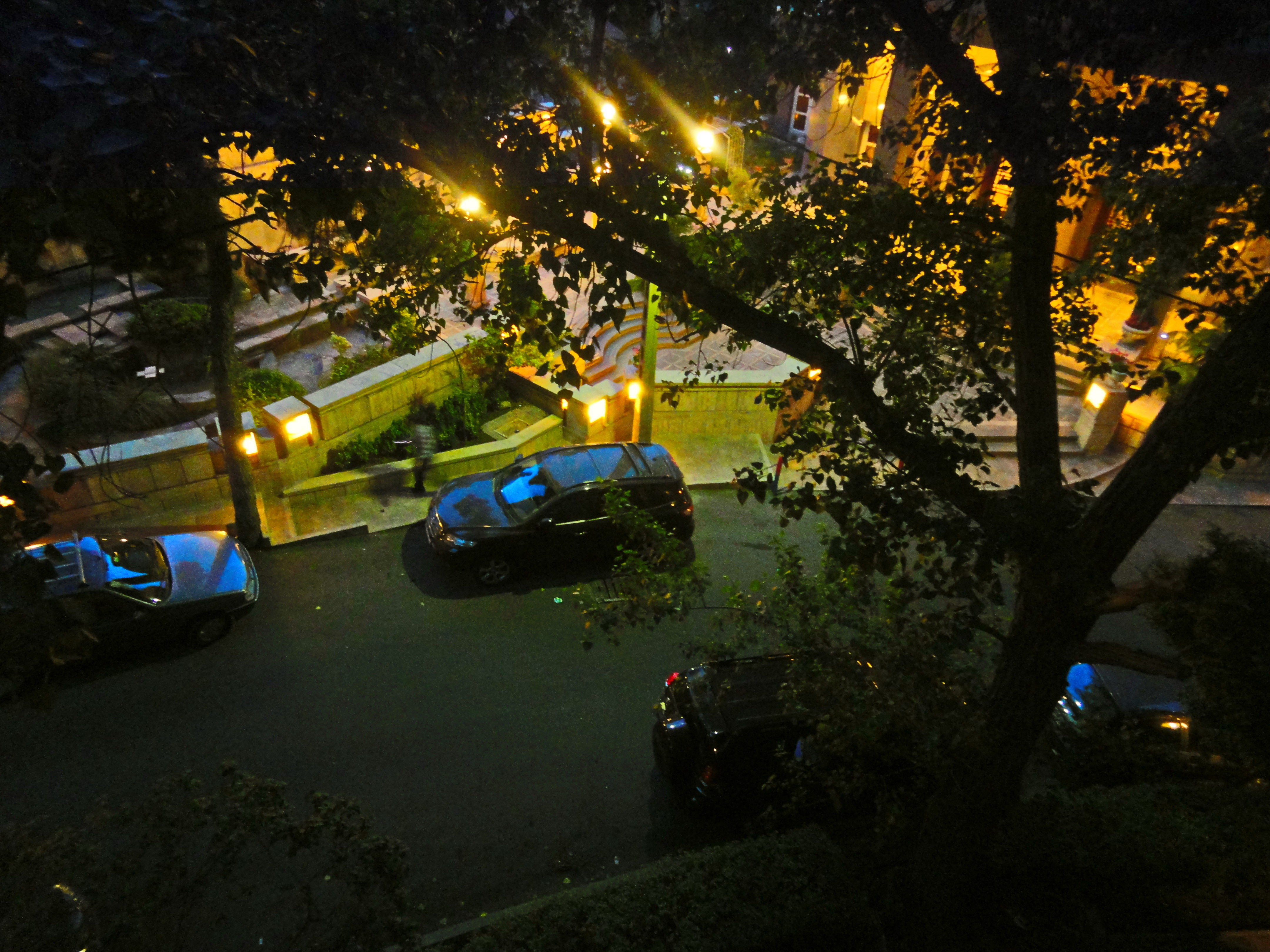
کوچه کامران در شب